# Heinkel He 115

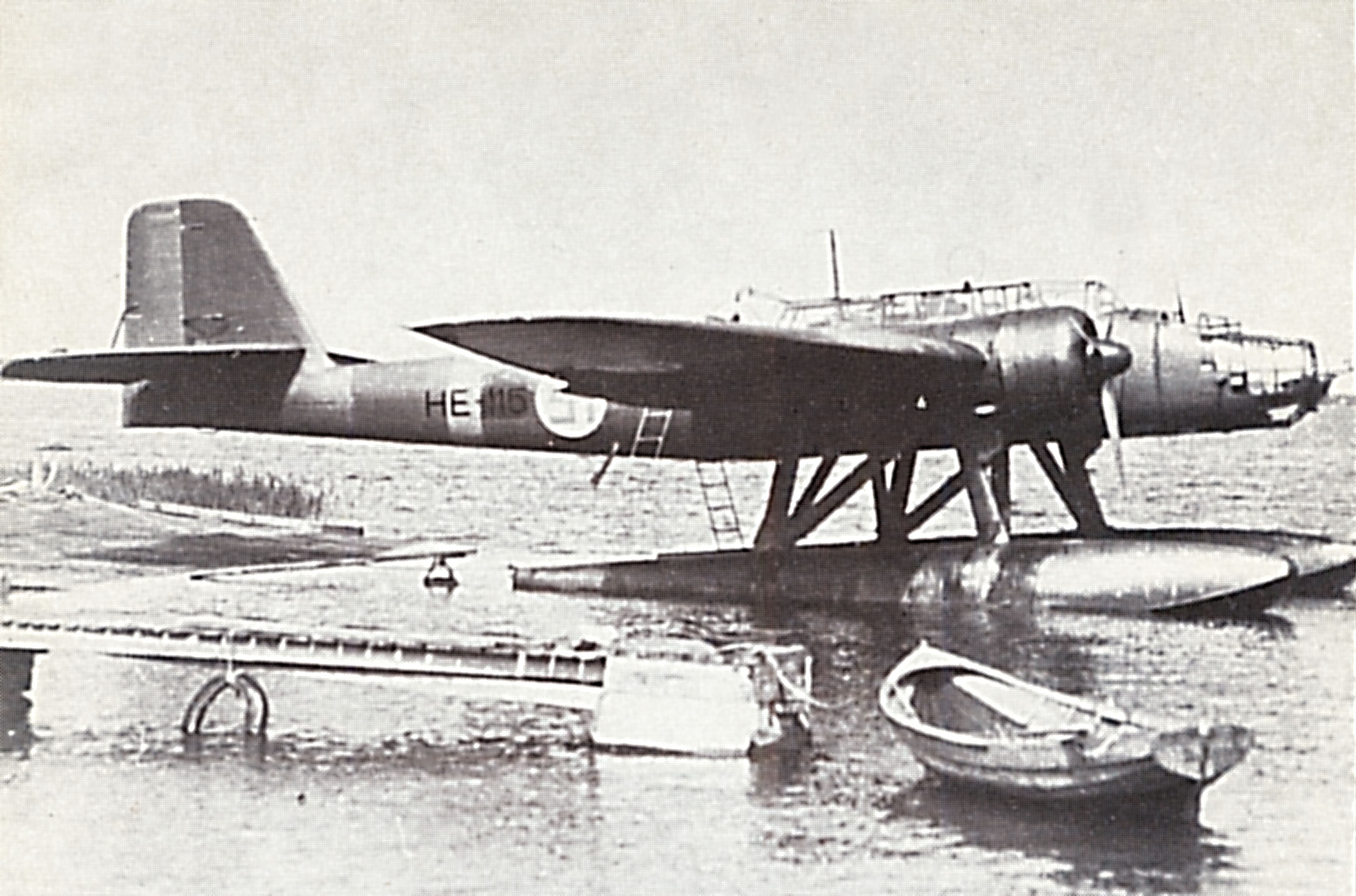
Een Finse He 115

Heinkel He 115 is een Duits watervliegtuig dat werd ingezet tijdens de Tweede Wereldoorlog. Van het vliegtuig, geproduceerd door Heinkel, werden verschillende types gebouwd: de He 115A, He 115B en de He 115C.

## Veelbelovend toestel
De Heinkel He 115 volgde de Heinkel He 59 op. Het prototype maakte in 1936 zijn eerste vlucht. De relatieve snelheid van het toestel was een van de belangrijkste troeven. In 1938 wist het, beladen, maar zonder mitrailleurs aan boord, acht snelheidsrecords te halen. Al vlug werd het een van de meest verbreide Luftwaffe-watervliegtuigen.

## Gebruik
Oorspronkelijk was de He 115 ontworpen als torpedovliegtuig, maar kort nadat de eerste standaarduitvoeringen operationeel waren geworden, bleek hun snelheid en vooral hanteerbaarheid onvoldoende voor dit soort opdrachten. De He 115 onderging tal van verbeteringen, maar al vanaf het begin van de Tweede Wereldoorlog werd het toestel alleen maar ingezet voor secundaire taken zoals verkenningsvluchten langs de kust en zeemijnen leggen in Britse wateren. In verband met dat werk bleef men tijdens de oorlog de productie voortzetten. De He 115 bleef tot mei 1945 operationeel.

## Overgebleven He 115
In 2012 is er in Noorwegen het wrak van een 115B geborgen. Het was/is in een uitzonderlijk goede conditie wetende dat het toestel 70 jaar in zout water gelegen heeft. In 2009 zijn er bij Schellingwoude twee motoren geborgen van een He 115 welke daar gedurende de oorlog verongelukt was. Deze motoren staan nu tentoongesteld in Fort Velthuis bij Heemskerk.

## Technische eigenschappen

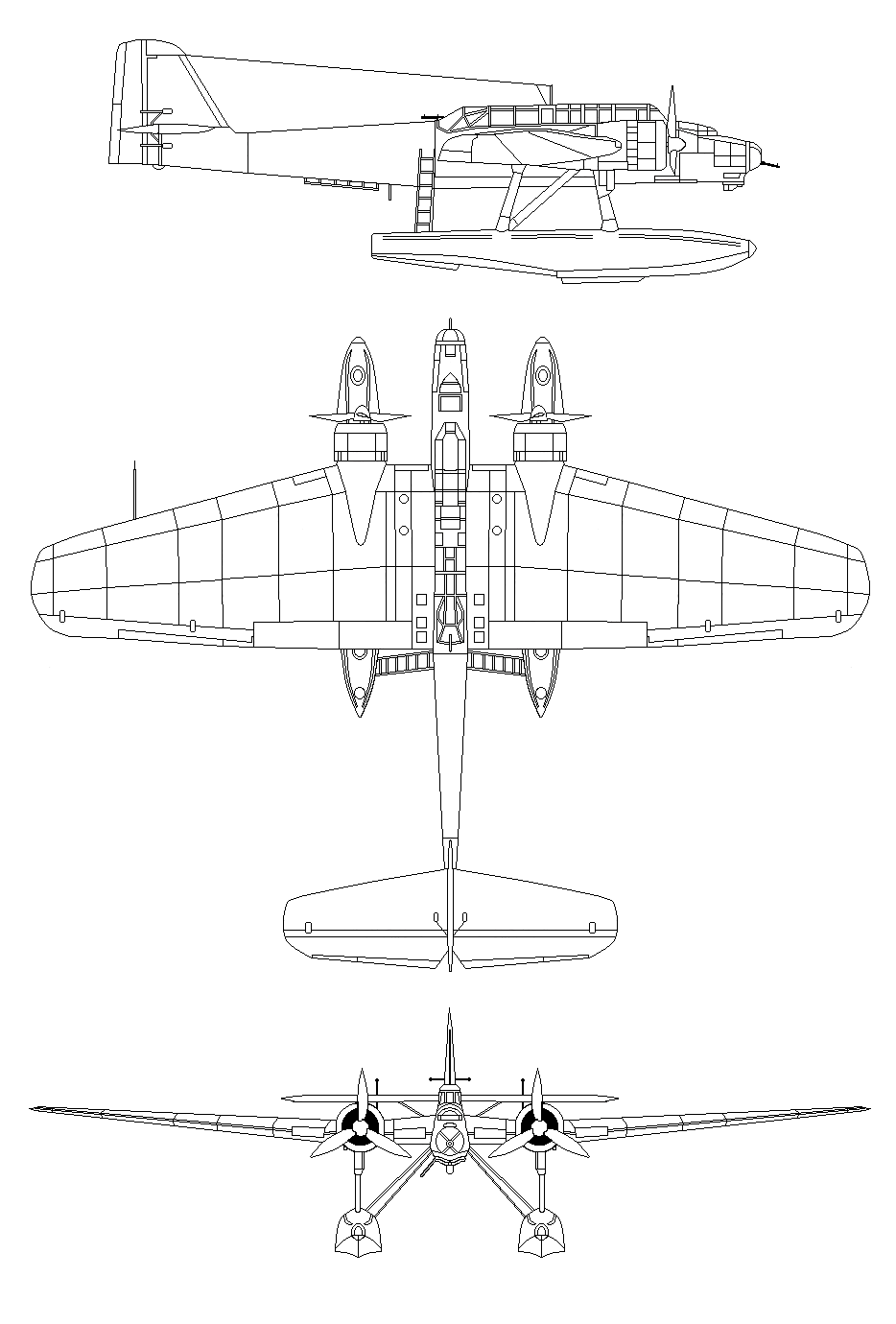
He 115

- taak: torpedovliegtuig en verkenner
- fabrikant: Heinkel
- lengte: 17,3 m
- spanwijdte: 22,2 m
- startgewicht: 9,1 ton
- vleugeloppervlak: 86,7 m²
- motoren: twee 9 cilinder BMW 132 luchtgekoelde radiaalmotoren 960 Pk
- kruissnelheid: 365 km/u
- kruishoogte: 5500 m
- bewapening: 2x 7,9mm machinegeweren 1400 kg aan torpedo's en bommen
- bemanning: 3